# Bratca
Bratca (Barátka en hongrois) est une commune roumaine du județ de Bihor, en Transylvanie, dans la région historique de la Crișana et dans la région de développement Nord-Ouest.

## Géographie
La commune de Bratca est située dans l'est du județ, à la limite avec le județ de Cluj, dans la vallée du Crișul Repede, entre les Monts Plopiș au nord et les Monts Pădurea Craiului, à proximité des Monts Apuseni, à 25 km au sud-est d'Aleșd et à 60 km à l'est d'Oradea, le chef-lieu du județ.
La municipalité est composée des six villages suivants, nom hongrois, (population en 2002) :
- Beznea, appelé aussi Delureni, Báródbeznye (1 403) ;
- Bratca, Barátka (1 705), siège de la commune ;
- Damiș, Erdődámos (680) ;
- Lorău, Remetelórév (503) ;
- Ponoară, Körösponop (746) ;
- Valea Crișului, appelé aussi Valea Neagră, Nagyfeketapatak (530).

## Histoire
La première mention écrite du village de Bratca date de 1435, comme pour les villages de Damiș et Ponoară. Les villages de Beznea, Lorău et Valea Neagră sont eux mentionnés dès 1406.
La commune, qui appartenait au royaume de Hongrie, en a donc suivi l'histoire.
Après le compromis de 1867 entre Autrichiens et Hongrois de l'empire d'Autriche, la principauté de Transylvanie disparaît et, en 1876, le royaume de Hongrie est partagé en comitats. Bratca intègre le comitat de Bihar (Bihar vármegye).
À la fin de la Première Guerre mondiale, l'Empire austro-hongrois disparaît et la commune rejoint la Grande Roumanie au traité de Trianon.
En 1940, à la suite du deuxième arbitrage de Vienne, elle est annexée par la Hongrie jusqu'en 1944, à part le village de Damiș qui reste sous souveraineté roumaine. Elle réintègre la Roumanie après la Seconde Guerre mondiale au traité de Paris en 1947.

## Politique
| Période                                  | Période  | Identité          | Étiquette | Qualité |
| ---------------------------------------- | -------- | ----------------- | --------- | ------- |
| Les données manquantes sont à compléter. |          |                   |           |         |
| 2004                                     | 2016     | Adrian Mateaș     | PNL       | Intérim |
| 2016                                     | En cours | Alexandru Gaboraş | PSD       |         |

| Parti | Parti                                                 | Sièges |
| ----- | ----------------------------------------------------- | ------ |
|       | Parti national libéral (PNL)                          | 6      |
|       | Parti social-démocrate (PSD)                          | 5      |
|       | Alliance des libéraux et démocrates (ALDE)            | 1      |
|       | Union nationale pour le progrès de la Roumanie (UNPR) | 1      |

## Religions
En 2002, la composition religieuse de la commune était la suivante :
- Chrétiens orthodoxes, 77,85 % ;
- Pentecôtistes, 15,64 % ;
- Baptistes, 3,89 % ;
- Grecs-Catholiques, 2,10 % ;
- Catholiques romains, 0,19 %.

## Démographie
En 1910, à l'époque austro-hongroise, la commune comptait 7 878 Roumains (94,73 %), 373 Hongrois (4,49 %) et 38 Allemands (0,46 %),.
En 1930, on dénombrait 7 308 Roumains (96,85 %), 99 Juifs (1,31 %), 67 Hongrois (0,89 %), 39 Roms (0,52 %) et 13 Slovaques (0,17 %).
En 1956, après la Seconde Guerre mondiale, 7 517 Roumains (98,11 %) côtoyaient 94 Hongrois (1,23 %), 24 Juifs (0,31 %) et 13 Roms (0,17 %).
En 2002, la commune comptait 5 359 Roumains (96,26 %), 167 Roms (2,99 %), 33 Hongrois (0,59 %) et 8 Slovaques (0,14 %). On comptait à cette date 2 213 ménages et 2 697 logements.
| 1880  | 1890  | 1900  | 1910  | 1920  | 1930  | 1941  | 1956  | 1966  |
| ----- | ----- | ----- | ----- | ----- | ----- | ----- | ----- | ----- |
| 5 356 | 7 221 | 6 763 | 8 316 | 7 886 | 7 546 | 7 941 | 7 662 | 7 587 |

| 1977  | 1992  | 2002  | 2007  | - | - | - | - | - |
| ----- | ----- | ----- | ----- | - | - | - | - | - |
| 7 244 | 6 208 | 5 567 | 5 246 | - | - | - | - | - |

## Économie
L'économie de la commune repose sur l'agriculture, l'élevage, l'exploitation des forêts. La commune possède un fort potentiel de développement touristique.

## Communications

### Routes
Bratca est située au croisement de la route régionale DJ764D qui rejoint au nord la DN1 et la commune de Borod et de la DJ108I qui mène à l'ouest vers Șuncuiuș et Vadu Crișului et à l'est vers Bucea dans le județ de Cluj et vers Bulz par la DJ108K.

### Voies ferrées
Bratca est desservie par la ligne magistrale 300 Oradea-Cluj-Napoca-Bucarest des Chemins de fer roumains.

## Lieux et monuments

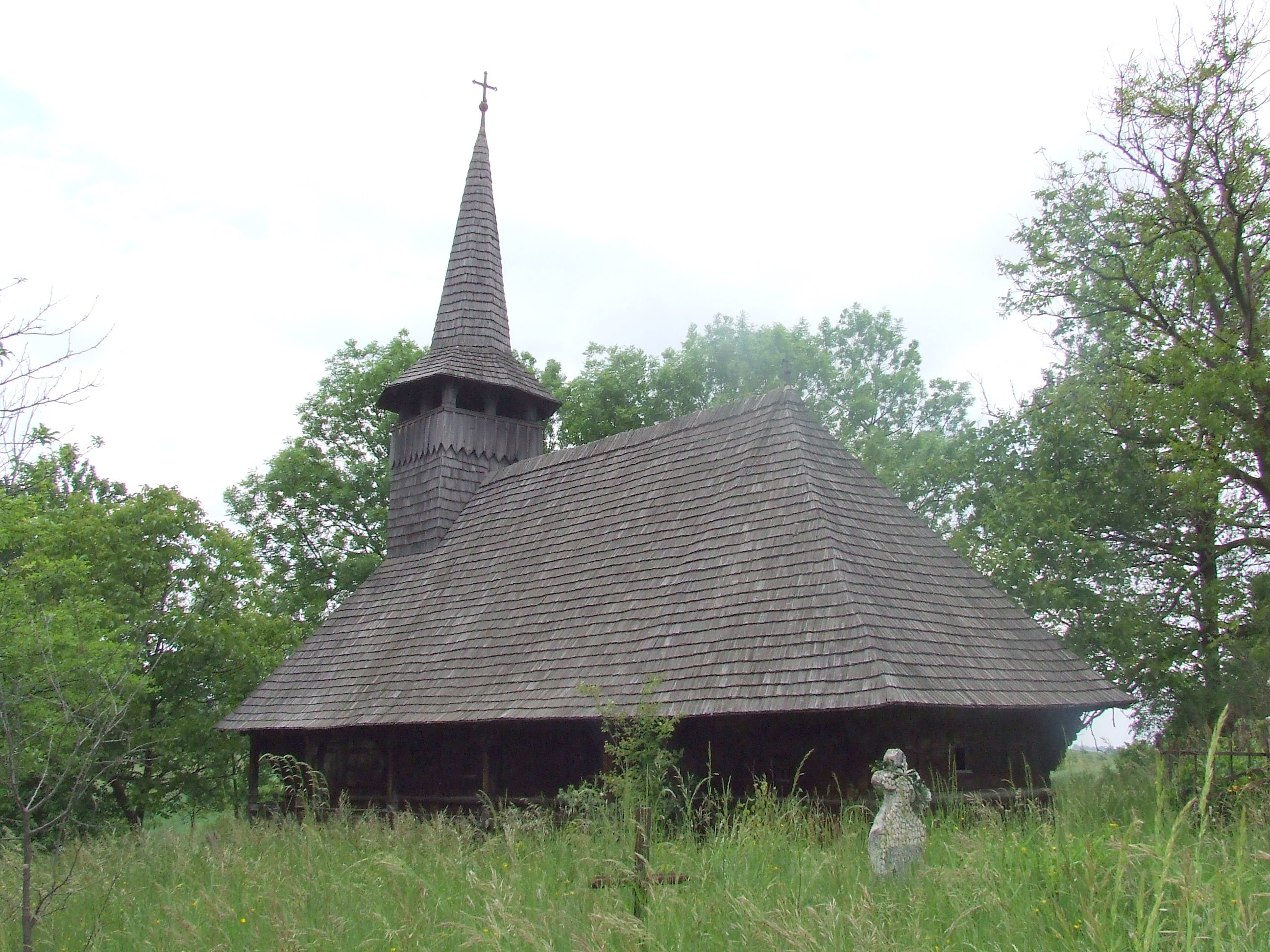
L'église en bois de Valea Crișului

- Bratca, église orthodoxe datant de 1898[7] ;
- Beznea, église orthodoxe en bois des Sts Archanges datant de 1723, classée monument historique[7] ;
- Ponoară, église orthodoxe datant de 1900[7] ;
- Valea Crișului, église orthodoxe en bois des Sts Archanges, datant de 1785, classe monument historique[7].